# Васконий (епископ Луго)

Государство вестготов в 586—711 годах

Васконий (лат. Vasconius, исп. Vasconio; VII век) — епископ Луго в первой половине VII века.

## Биография
О происхождении и ранних годах жизни Васкония сведений в исторических источниках не сохранилось. Первое упоминание о нём датировано 633 годом, когда он уже был главой епархии Луго. В тот год Васконий участвовал в Четвёртом Толедском соборе, созванном Исидором Севильским и Браулио Сарагосским по повелению вестготского короля Сисенанда. В соборных актах подпись Васкония стоит одной из последних, на основании чего предполагается, что его возведение на епископскую кафедру состоялось незадолго до синода.
Ничего не известно о том, кто был непосредственным преемником Васкония в сане епископа Луго. Предыдущими главами местной епархии, упоминаемыми в источниках, были Нитигисий и Бекила, деятельность которых датируется 580-ми годами.
Васконий также участвовал в Шестом Толедском соборе, созванном в 638 году по повелению короля Хинтилы, на котором присутствовали все вестготские епископы Испании и Септимании, и в Седьмом Толедском соборе, состоявшемся в 646 году при короле Хиндасвинте. Участники обоих синодов принимали постановления, касавшиеся духовенства Галисии: на первом соборе число сопровождавших галисийских епископов лиц было ограничено пятьюдесятью, на втором была осуждена «жадность» местных иерархов.
Предполагается, что епископ Васконий мог быть автором трактата «Генеалогия родов Галисии» (исп. Genealogía de los linajes de Galicia), в котором описывались знатные роды Свевского королевства. Этот труд не сохранился до наших дней, но о нём упоминается в работах позднейших испанских историков. Также раньше авторству Васкония приписывалась написанная на галисийском языке историческая хроника («Cronicón de Vasconio»), в действительности составленная только в XVII веке.
Дата смерти Васкония не известна. Однако, он должен был скончаться не позднее 653 года, когда впервые в исторических источниках упоминается о новом епископе Луго Герменфреде.